# Jüdischer Friedhof Groß Neuendorf

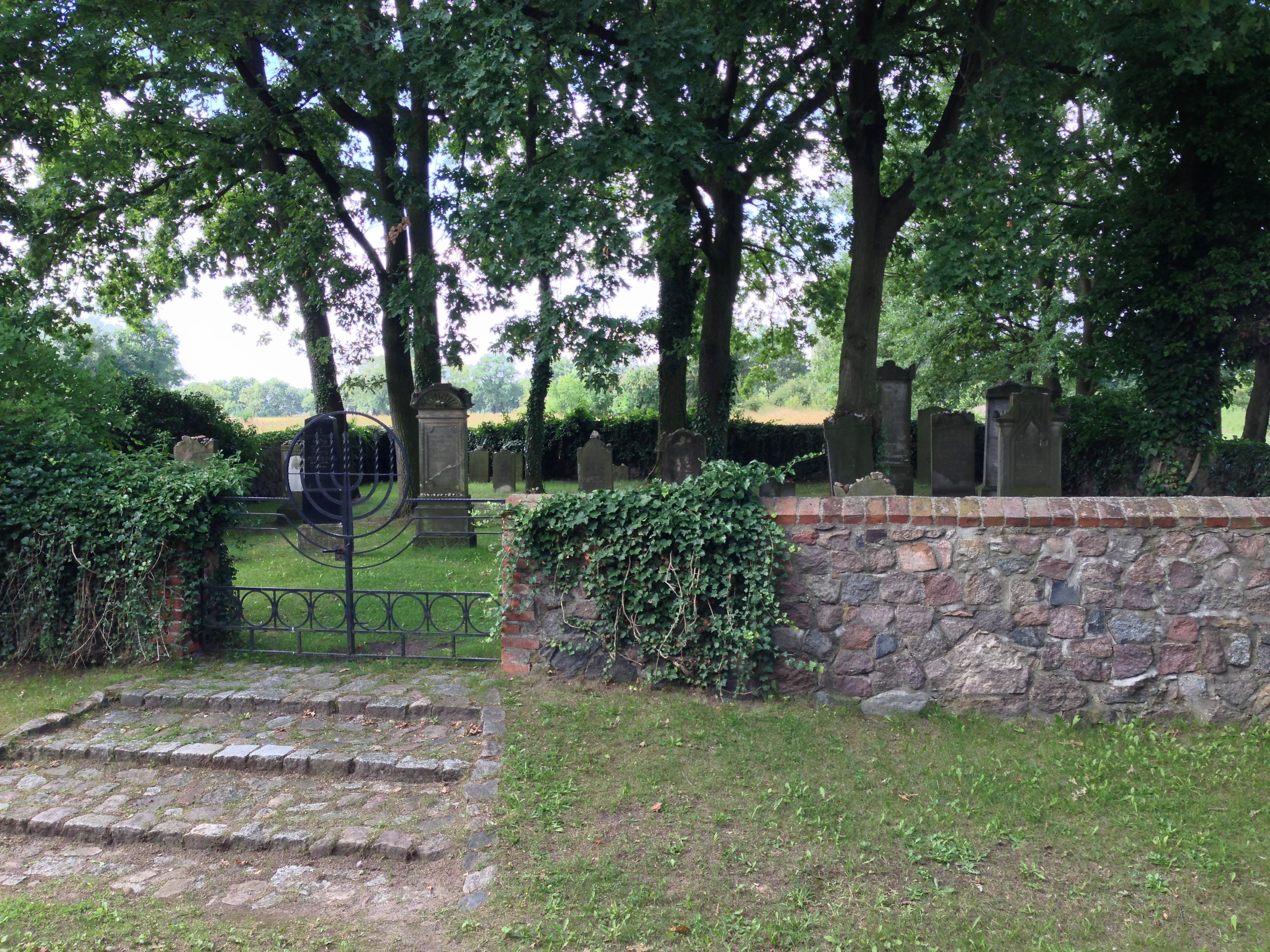
Portal zum jüdischen Friedhof in Groß Neuendorf (2013)

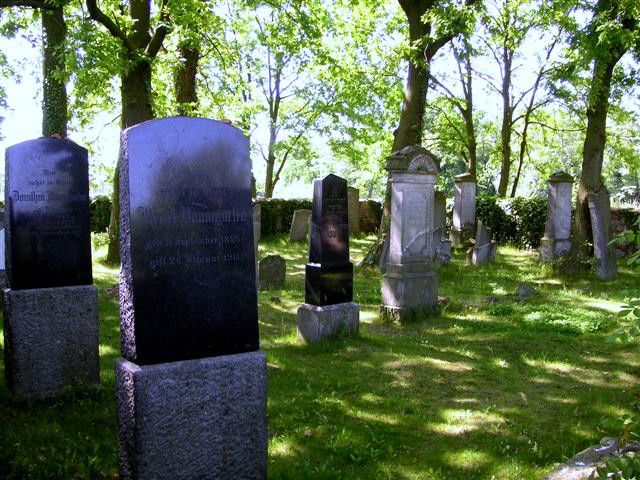
Ansicht des jüdischen Friedhofs im Jahr 2005

Der Jüdische Friedhof Groß Neuendorf befindet sich in Groß Neuendorf, einem Ortsteil der Gemeinde Letschin im Landkreis Märkisch-Oderland. Er entstand etwa Mitte des 19. Jahrhunderts und war der jüdische Friedhof für die im Jahre 1847 von Michael Sperling (1803–1866) gegründete jüdische Gemeinde des Ortes. Der älteste der rund 35 erhaltenen Grabsteine (Mazevot) datiert aus dem Jahr 1842.
Während der Zeit des Nationalsozialismus wurde der Friedhof mehrfach geschändet und schließlich weitgehend zerstört. In den Jahren 1992/94 wurde er auf Initiative des CVJM wieder instand gesetzt und 2008 durch das Projekt Jüdische Friedhöfe in Brandenburg in Bild und Text dokumentiert.